# Ali Abu Hassun
Abū al-Ḥasan Abū Ḥassūn ʿAlī ibn Muḥammad al-Waṭṭāsī (in arabo أبو الحسن أبو حسون علي بن محمد الوطاسي‎?; ... – Kasba Tadla, settembre 1554) è stato l'ultimo sultano della dinastia wattaside del Maghreb al-Aqsa (Marocco). Era figlio di Muḥammad al-Shaykh Waṭṭāsī, quindi fratello di Muḥammad al-Burtuqālī. Morì ucciso dai Sa'diani nella battaglia di Tadla del 1554..

## Biografia

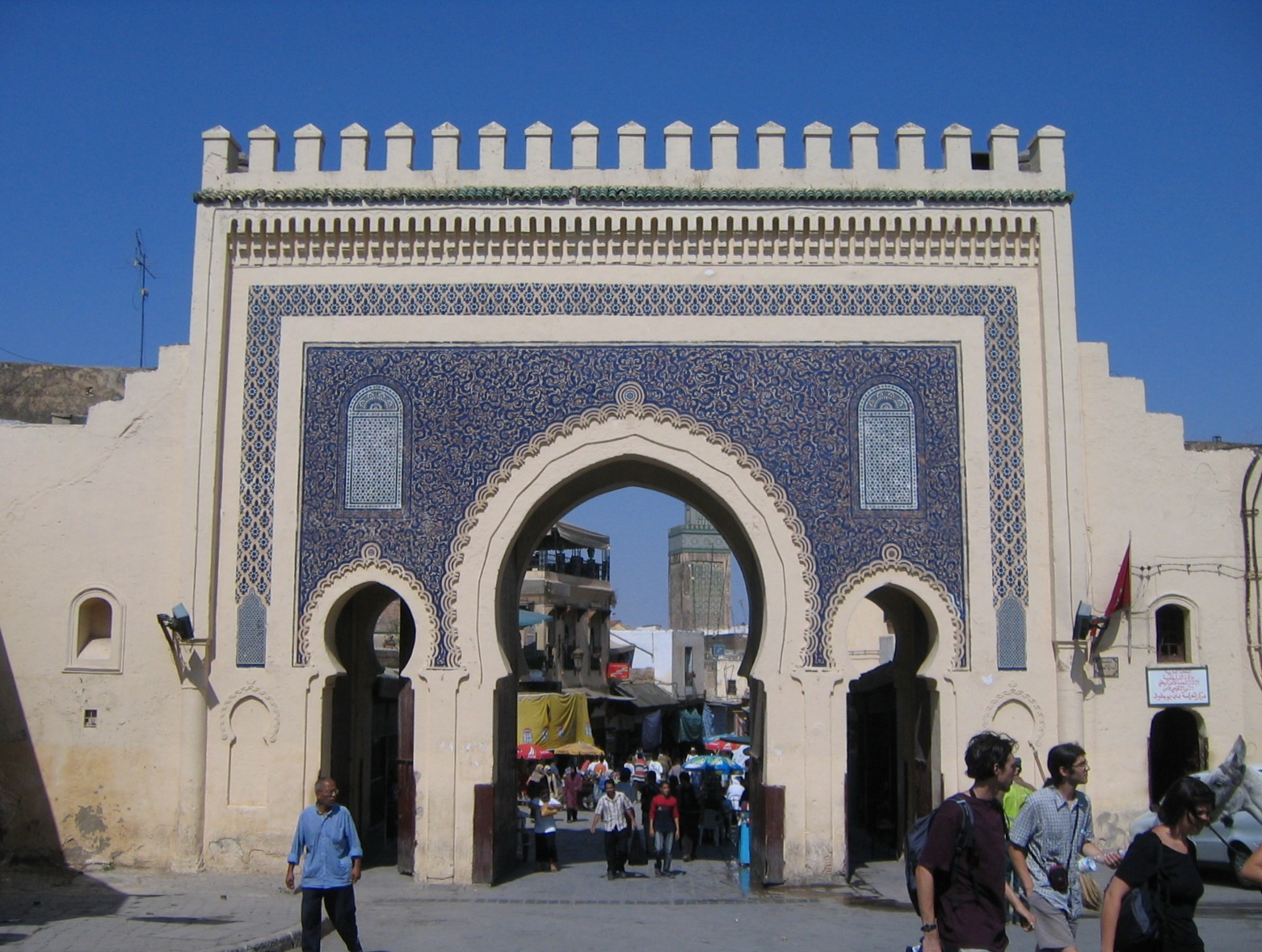
ʿAlī Abū Ḥassūn fu l'ultimo sultano wattaside a regnare a Fez.

Prima di morire, il sultano Muḥammad al-Burtuqālī nominò suo successore il fratello ʿAlī Abū Ḥassūn, ma, nel 1526, quando Muḥammad al-Burtuqālī morì,ʿAlī Abū Ḥassūn salì sul trono ma venne detronizzato dopo pochissimo tempo dal nipote Aḥmad al-Waṭṭāsī, figlio di Muḥammad al-Burtuqālī.
Nel 1545 il nipote Aḥmad al-Waṭṭāsī dopo una sconfitta in una battaglia nei pressi di Béni Mellal venne fatto prigioniero da Muḥammad al-Shaykh, della dinastia rivale dei Sa'diani di Marrakesh. A Fez venne nominato sultano il figlio di Aḥmad al-Waṭṭāsī, Nāṣir al-Dīn al-Qasrī, e ʿAlī Abū Ḥassūn divenne il suo reggente. A questo punto ʿAlī Abū Ḥassūn decise di giurare fedeltà agli Ottomani per avere il loro sostegno.
Nel 1547 gli Wattasidi accettarono di consegnare la città di Meknès ai Sa'diani in cambio della liberazione di Aḥmad al-Waṭṭāsī, che una volta tornato a Fez venne rinominato sultano.
Aḥmad al-Waṭṭāsī morì due anni dopo, nel 1549, e ʿAlī Abū Ḥassūn venne proclamato sultano. Lo stesso anno il Sa'diano Muḥammad al-Shaykh conquistò Fez. ʿAlī Abū Ḥassūn fuggì nella Reggenza ottomana di Algeri, dove, con il sostegno di Salih Reis, assemblò un esercito e riuscì a conquistare Fez, appoggiato dai giannizzeri, che gli pagò e consegnò loro la fortezza di Peñón de Vélez de la Gomera, che i magrebini avevano strappato agli spagnoli nel 1522. Il suo ritorno sul potere fu però di breve durata, Muḥammad al-Shaykh e ʿAlī Abū Ḥassūn si scontrarono nuovamente nel 1554, nella battaglia di Tadla, dove ʿAlī fu sconfitto e ucciso, e Muḥammad al-Shaykh occupò definitivamente Fez, diventando il sovrano indiscusso di tutto il Maghreb al-Aqsa (Marocco).